# هنري أليكس روبين
هنري أليكس روبين (بالإنجليزية: Henry Alex Rubin)‏ هو مخرج أمريكي، ولد في 1976.

## وصلات خارجية
- هنري أليكس روبين على موقع IMDb (الإنجليزية)
- هنري أليكس روبين على موقع ألو سيني (الفرنسية)
- هنري أليكس روبين على موقع أول موفي (الإنجليزية)
- هنري أليكس روبين على موقع قاعدة بيانات الأفلام السويدية (السويدية)
- هنري أليكس روبين على موقع قاعدة بيانات الفيلم (الإنجليزية)
- هنري أليكس روبين على موقع كينوبويسك (الروسية)